# Мала Сосновка (Челябінська область)
Мала Сосновка (рос. Малая Сосновка) — селище у Сосновському районі Челябінської області Російської Федерації.
Входить до складу муніципального утворення Саргазинське сільське поселення. Населення становить 198 осіб (2010).

## Історія
Від січня 1924 року належить до Сосновського району Челябінської області (спочатку Челябінського району).
Згідно із законом від 9 липня 2004 року органом місцевого самоврядування є Саргазинське сільське поселення.

## Населення
| 2002 | 2010 |
| ---- | ---- |
| 289  | ↘198 |